# Pseudis tocantins
Pseudis tocantins é uma espécie de anfíbio da família Hylidae. Endêmica do Brasil, onde pode ser encontrada nos estados do Mato Grosso, Goiás, Tocantins e Maranhão.